# Whitewater (Kansas)
Whitewater es una ciudad ubicada en el condado de Butler el estado estadounidense de Kansas. En el año 2010 tenía una población de 718 habitantes y una densidad poblacional de 797,78 personas por km².

## Geografía
Whitewater se encuentra ubicada en las coordenadas 37°57′47″N 97°8′51″O / 37.96306, -97.14750 (37.963178, -97.147435).

## Demografía
Según la Oficina del Censo en 2000 los ingresos medios por hogar en la localidad eran de $42,813 y los ingresos medios por familia eran $43,984. Los hombres tenían unos ingresos medios de $33,958 frente a los $21,417 para las mujeres. La renta per cápita para la localidad era de $20,078. Alrededor del 5.4% de la población estaban por debajo del umbral de pobreza.